# Wok
Cet article possède un paronyme, voir Woke.

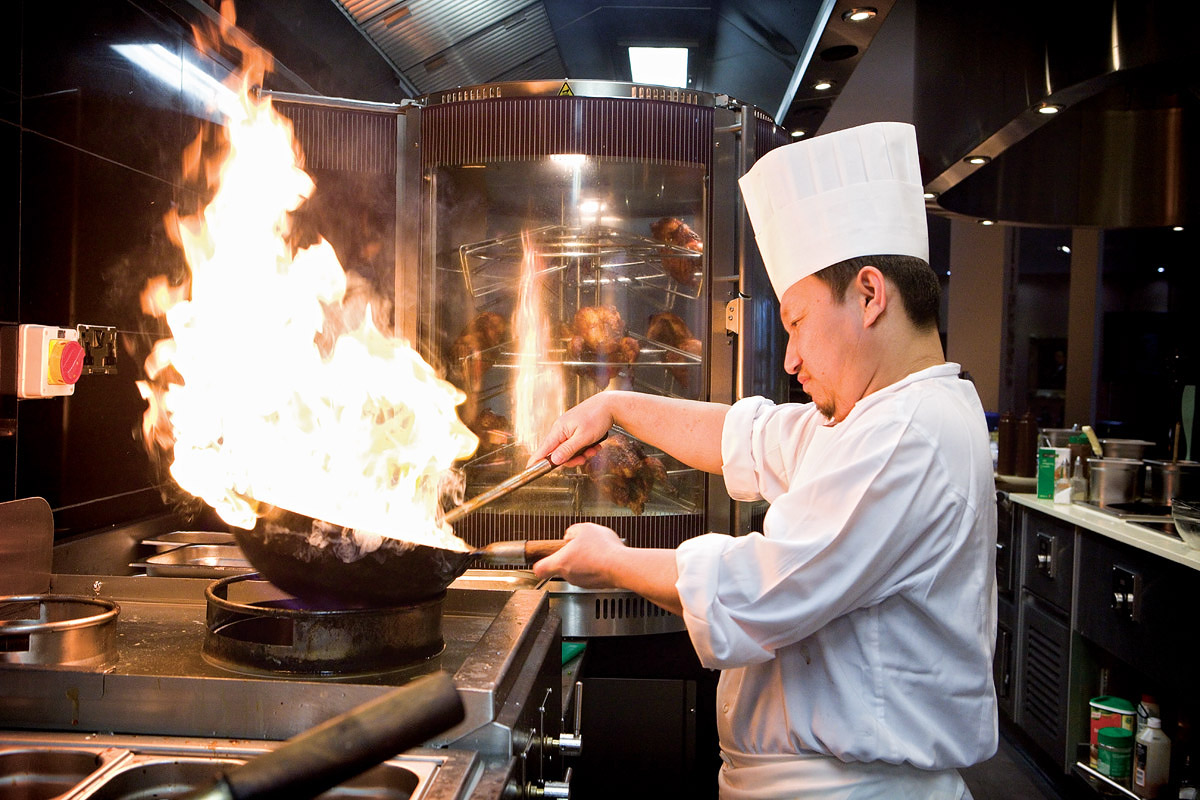
Un cuisinier utilisant un wok.

Le wok (du cantonais Jyutping : wok6 ; chinois traditionnel : 鑊 ; chinois simplifié : 镬 ; pinyin : huò ; cantonais Yale : wohk) est un ustensile de cuisine venu de l'Extrême-Orient.
Le wok se présente comme une marmite profonde à fond arrondi, en forme de calotte sphérique. Cet ustensile est courant en Chine, populaire aussi bien dans les régions de l'Est, du Sud, que dans toute l'Asie du Sud-Est, ainsi que dans d'autres parties du monde.
Les woks sont utilisés dans une large gamme de techniques de cuisson chinoises, notamment les sautés, la cuisson à la vapeur, à la poêle, la friture, le pochage, l'ébullition, le braisage, la saisie, le ragoût, la préparation de soupes, le fumage et la torréfaction de noix. La cuisine au wok se fait souvent avec des ustensiles appelés chǎn (spatule) ou biāo (louche), dont les longs manches protègent les cuisiniers des hautes températures. L'ensemble de la cuisine au wok est désigné par l’expression cantonaise wok hei (« souffle du wok »).

## Histoire
Le wok est utilisé en Chine depuis fort longtemps. On pense qu'il a été introduit en Chine durant la dynastie Han, où il a d'abord été utilisé pour sécher les grains. C'est sous la dynastie Ming que le wok est devenu populairement utilisé pour les sautés.

## Description

### Formes et dimensions

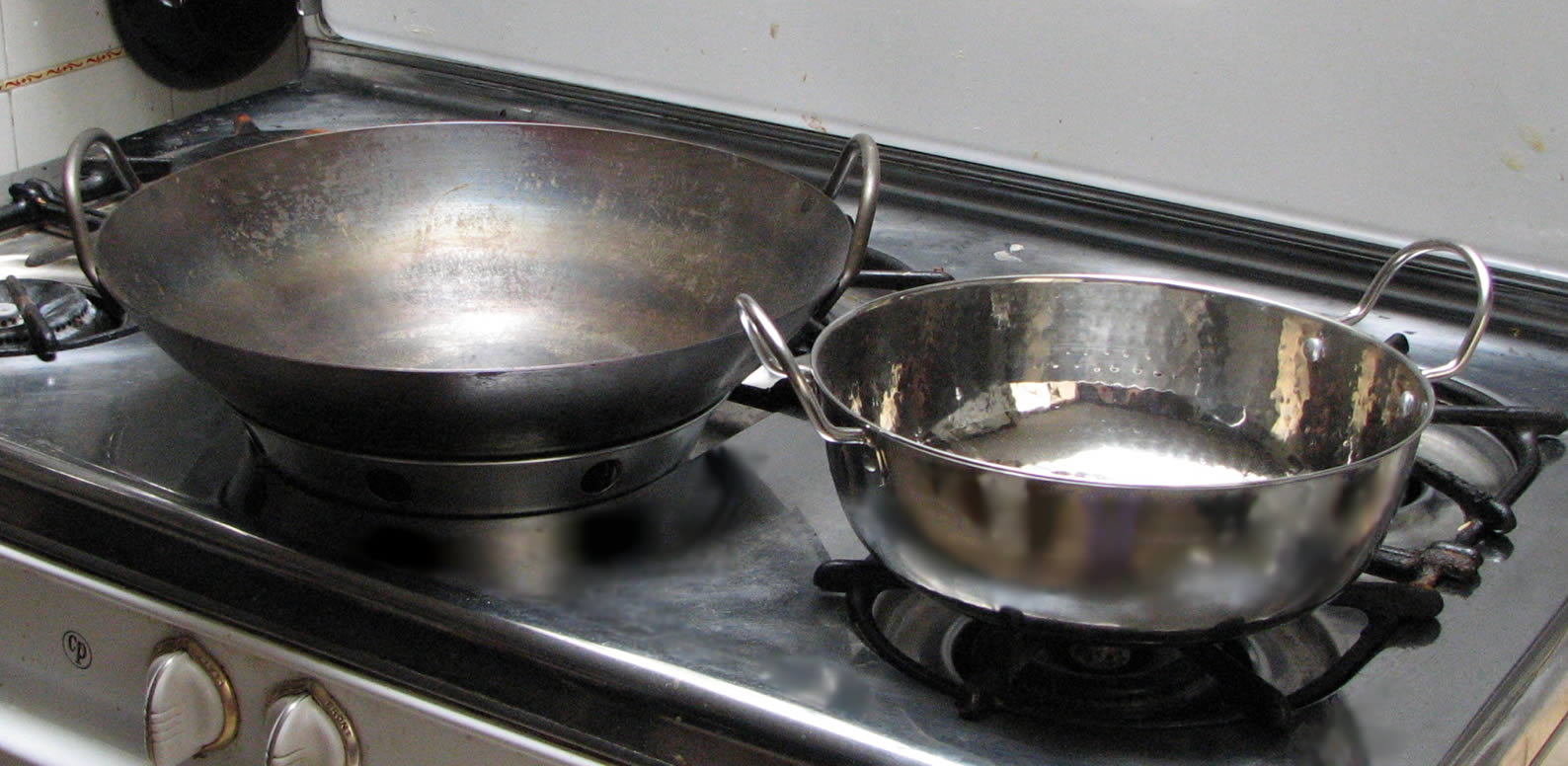
Un wok (à gauche) et un karahi sur une cuisinière à gaz de style occidental. Le karahi repose sur un couvercle de brûleur ordinaire, tandis que le wok à fond rond est en équilibre sur un anneau de wok.

La caractéristique la plus distinctive du wok est sa forme. Les woks classiques ont un fond arrondi. Les woks martelés à la main sont parfois retournés après avoir été façonnés, donnant au wok un léger évasement sur le bord qui permet de pousser plus facilement les aliments sur les côtés. Les woks vendus dans les pays occidentaux sont parfois à fond plat, ce qui les rend assez similaires à une poêle à frire profonde. Le fond plat permet l'utilisation du wok sur une cuisinière électrique, sur laquelle un wok arrondi ne pourrait entrer suffisamment en contact avec l'élément chauffant. Un wok à fond rond permet à la spatule ou à la louche ronde traditionnelle de ramasser tous les aliments au fond du wok et de les mélanger facilement ; c'est difficile avec un fond plat. Avec une cuisinière à gaz ou un réchaud traditionnel, le fond d'un wok rond peut devenir plus chaud que celui d'un wok plat, donc mieux adapté pour les sautés.
La plupart des woks ont un diamètre de 30 à 36 cm ou plus. Les woks de 36 cm, convenant pour 3 ou 4 personnes, sont les plus courants, mais on trouve des woks domestiques de 20 à 91 cm. Les woks les plus petits sont généralement réservés pour les techniques de cuisson rapide à haute température comme les sautés (chinois : 炒 ; pinyin : chǎo). Les grands woks de plus d'un mètre de large sont principalement en usage dans les restaurants et les cuisines collectives pour la cuisson du riz ou de la soupe, ou pour faire bouillir de l'eau.
Le wok se présente comme une calotte sphérique en métal ou en céramique, munie de deux poignées (wok cantonais) ou d'un manche (wok pékinois). La cuisson est favorisée par la forme arrondie, presque hémisphérique de l'ustensile qui ne nécessite que très peu de matière grasse. L'appareil est maintenu au contact de la source de chaleur par un petit socle conique amovible.

### Poignées

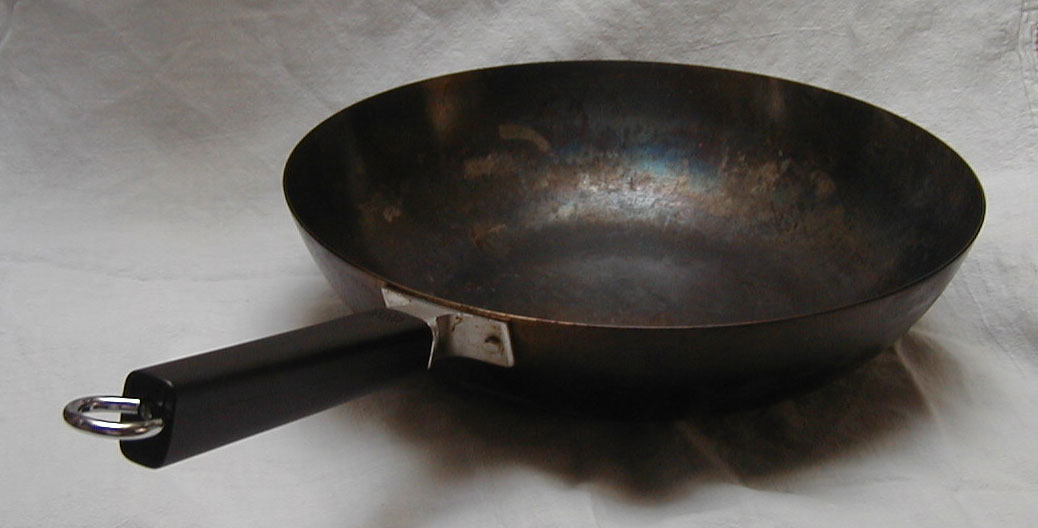
Une « poêle de Pékin », à fond plat et manche bâton. Bien que la surface ressemble à du téflon, il s'agit en fait d'acier au carbone bien culotté.

Les poignées pour woks existent en deux styles : anses et manche droit. Les poignées en métal nu en anses montées sur les côtés du wok sont typiques du sud de la Chine. Les cuisiniers qui doivent tenir le wok pour mélanger les aliments pendant la cuisson le font en tenant une des poignées avec une serviette épaisse.
Les manches, généralement soudés ou rivetés au wok, sont populaires dans le nord de la Chine, où les aliments cuits dans le wok sont fréquemment retournés avec un mouvement de lancer du bras et du poignet. Le manche classique est en acier martelé creux, mais d'autres matériaux peuvent être utilisés, notamment des poignées en bois ou recouvertes de plastique. En raison de leur popularité dans le nord de la Chine, les woks à manche droit sont appelés pao woks ou « poêles de Pékin ». Les manches droits ne se trouvent normalement pas sur les woks en fonte, car soit le wok est trop lourd pour le manche, soit le métal est trop fin pour supporter la contrainte de traction exercée par le manche. Les woks de plus grand diamètre munis d’un manche comportent fréquemment une poignée auxiliaire sur le côté opposé du wok pour faciliter la manipulation.

### Matériaux
Les matériaux les plus couramment utilisés dans la fabrication des woks sont l'acier au carbone et la fonte. Bien que celle-ci ait été la plus couramment utilisée dans le passé, les cuisiniers ont aujourd’hui des opinions partagées sur la supériorité des woks en acier au carbone ou en fonte.

#### Acier au carbone

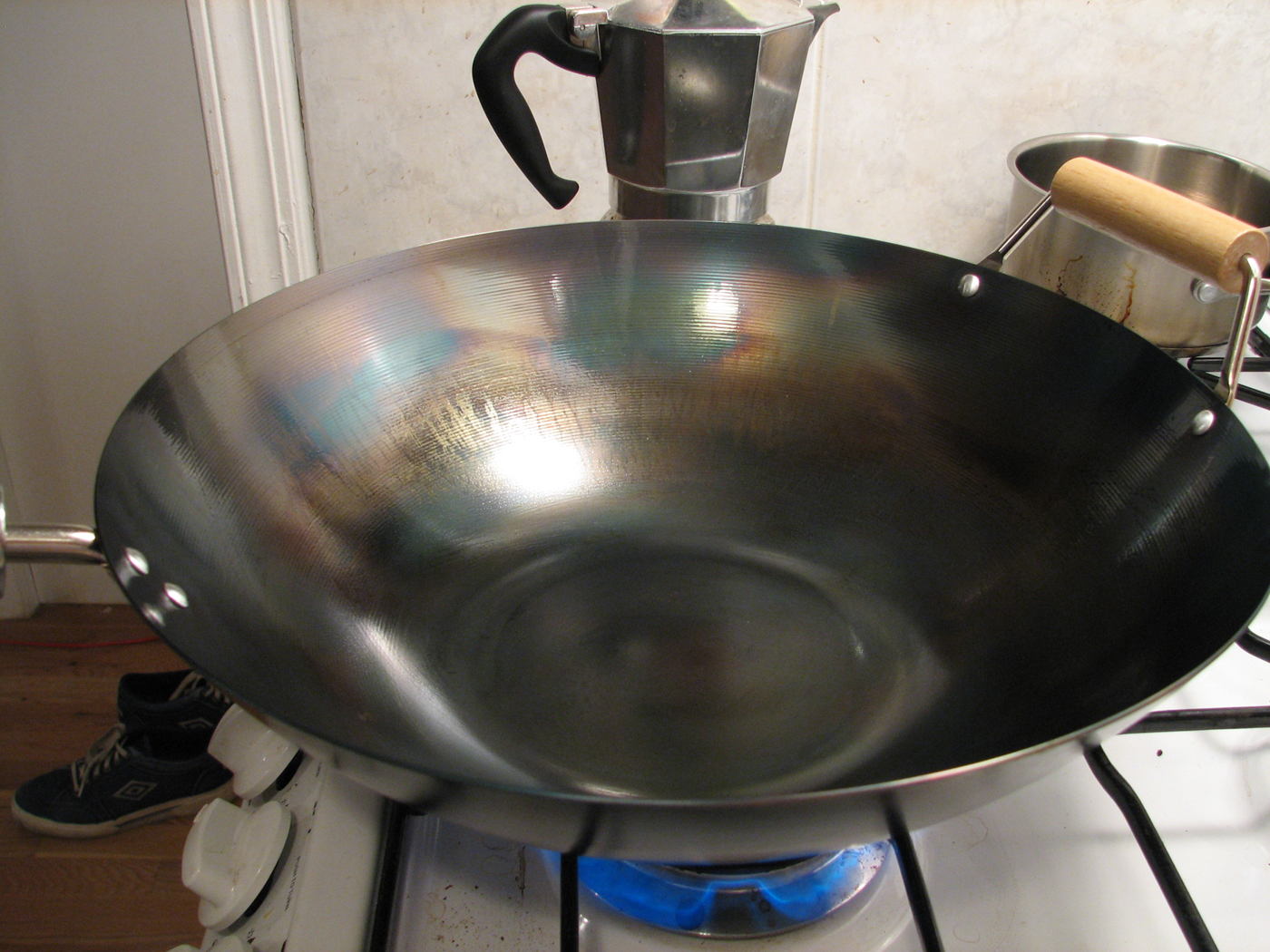
Un wok en acier, à deux anses.

Actuellement, l'acier au carbone est le matériau le plus largement utilisé, surtout parce qu’il est peu coûteux par rapport à d'autres matériaux et offrant une conduction thermique plus rapide. La légèreté des woks en acier embouti les rend plus faciles à soulever et plus rapides à chauffer. Les woks en acier au carbone, cependant, ont tendance à être plus difficiles à culotter que ceux en fonte (le culottage d'un wok étant nécessaire pour empêcher les aliments d’attacher et pour éliminer les goûts et odeurs métalliques).
Les woks en acier au carbone varient considérablement en termes de prix, de style et de qualité, basés sur la technique du pliage et du formage. Les woks en acier de qualité inférieure, emboutis à la machine à partir d'un seul « pli », ont tendance à se déformer. Cuisiner avec des woks de moindre qualité est aussi plus difficile, car ils ont souvent un « point chaud ». Les woks de qualité supérieure fabriqués en série sont en acier épais, soit martelés à la machine, soit en acier filé. Les woks de la meilleure qualité sont presque toujours fabriqués et martelés à la main, à partir de deux ou plusieurs feuilles d'acier au carbone façonnées dans leur forme finale par un processus de forgeage à la main,.

#### Fonte
Deux types de woks en fonte peuvent être trouvés sur le marché. Les woks en fonte fabriqués en Chine sont très minces (3 mm), ne pesant guère plus qu'un wok en acier au carbone de taille similaire, tandis que les woks en fonte produits en Occident ont tendance à être beaucoup plus épais (jusqu'à 9 mm) et très lourds. En raison de l'épaisseur de la fonte, les woks en fonte de style occidental mettent beaucoup plus de temps à atteindre la température de cuisson, et leur poids rend également difficiles les techniques de sauté et de bao.
Sur les woks en fonte se forme une couche de culottage plus stable, les rendant moins susceptibles de voir attacher des aliments. Alors que les woks en fonte sont supérieurs aux woks en acier au carbone en termes de rétention et de répartition uniforme de la chaleur, ils réagissent lentement aux ajustements thermiques et sont lents à refroidir une fois retirés du feu. Pour cette raison, les aliments cuits dans un wok en fonte doivent être rapidement retirés du wok dès qu'ils sont cuits, pour éviter une surcuisson. Les woks en fonte de style chinois, plus légers, sont aussi plus fragiles, ayant tendance à se briser en cas de chute ou de mauvaise manipulation.

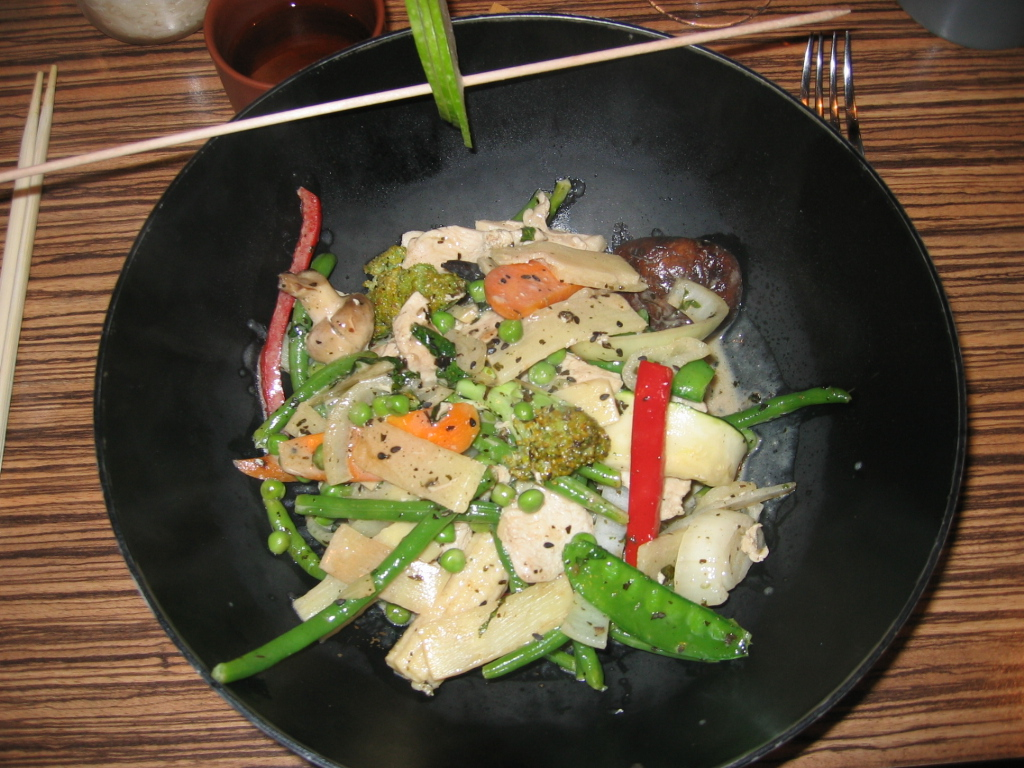
Wok de poulet et de légumes
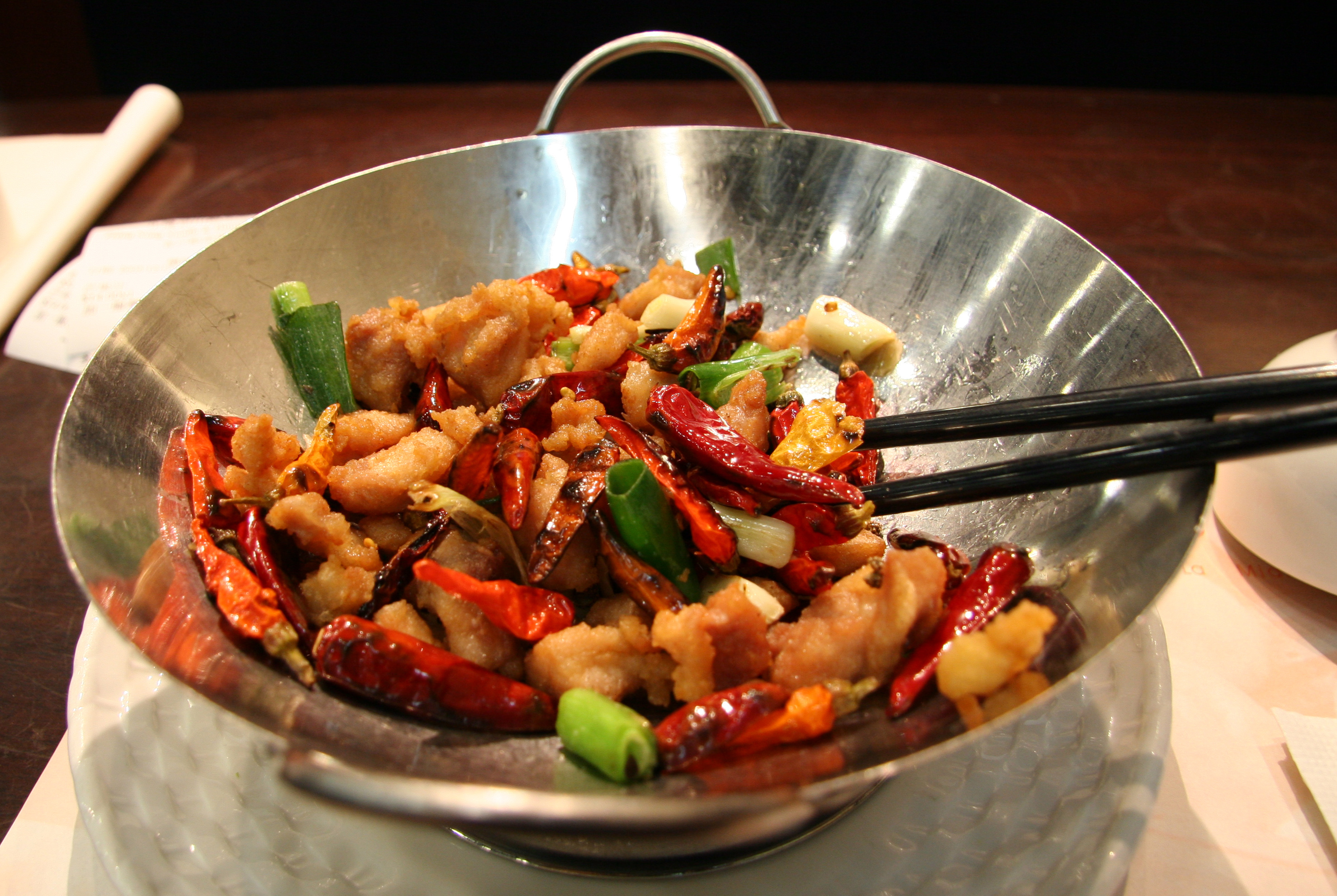
Un plat servi dans un wok (Hong Kong)

### Antiadhésifs
Les woks en acier recouverts de revêtements antiadhésifs tels que le PFOA et le téflon, technique originaire des pays occidentaux, sont désormais également populaires en Asie. Les revêtements antiadhésifs les plus récents résistent à des températures allant jusqu'à 260 °C, suffisantes pour les sautés,. Ces woks ne peuvent pas être utilisés avec des ustensiles en métal, et les aliments cuits dans des woks antiadhésifs ont tendance à retenir les jus au lieu de brunir dans la poêle. Comme ils manquent nécessairement de la carbonisation et du culottage du wok classique en acier ou en fonte, les woks antiadhésifs ne confèrent pas le goût ou la sensation distinctifs du wok hei.

### Aluminium
Les woks peuvent être également fabriqués en aluminium. Bien qu'excellent conducteur de chaleur, ce métal a une capacité thermique inférieure à celle de la fonte ou de l'acier au carbone : il perd de la chaleur par convection beaucoup plus rapidement. Les woks en aluminium sont légers, mais trop mous et s'endommagent facilement : l'aluminium est principalement utilisé pour les couvercles de woks.

## Cuisine

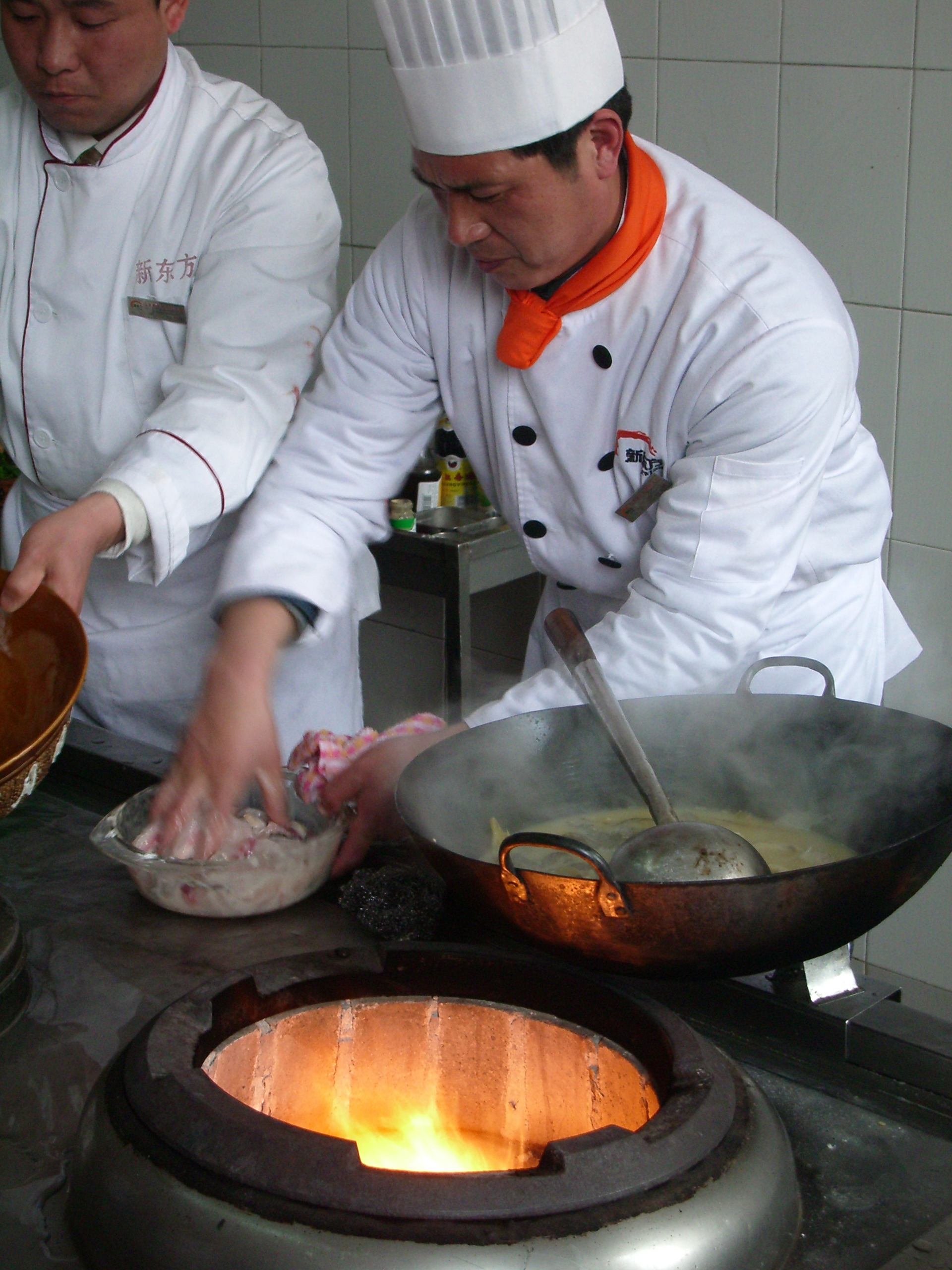
Préparation des aliments sur un poêle à gaz moderne de type wok.

Le wok entre dans de nombreuses méthodes de cuisson. Avant l'introduction des ustensiles de cuisine occidentaux, on l’utilisait pour toutes les techniques de cuisson, :
- Ébullition : pour faire bouillir l'eau, les soupes, les boulettes, le riz et le guōbā (riz roussi) ;
- Braisage : pour préparer les plats braisés ou pour réduire les sauces ;
- Fritures : généralement réalisées avec des woks assez grands pour réduire les éclaboussures, mais de petits woks sont également utilisés pour les petites quantités ;
- Poêle à frire : aliments frits dans une plus petite quantité d'huile au fond d'une poêle ;
- Sauté : les aliments sont frits rapidement dans une petite quantité d'huile à feu vif, en remuant continuellement ;
- Rôtissage : les aliments peuvent être cuits à la chaleur sèche dans une casserole fermée avec un couvercle. Les châtaignes entières sont grillées à sec en les jetant dans un wok sur un fond de petits cailloux ;
- Saisie : les aliments sont dorés sur leurs surfaces externes par l'application d'une chaleur élevée ;
- Fumage : les aliments peuvent être fumés à chaud en plaçant le matériau à fumer au fond du wok, tandis que les aliments sont disposés sur une grille placée au-dessus ;
- Réchauffage et cuisson à la vapeur : à l'aide d'un wok dédié pour faire bouillir de l'eau en combinaison avec une grille ou des paniers vapeur ;
- Ragoût : les woks sont parfois utilisés pour le ragoût, bien qu'il soit plus courant dans la cuisine chinoise d'utiliser du grès ou de la porcelaine à de telles fins, en particulier lorsque des temps de mijotage plus longs sont nécessaires. Les petits woks sont bien adaptés pour les fondues, en particulier dans la cuisine de Hainan, où ils sont servis à table sur de petits réchauds à alcool.

Les deux types de poêles wok traditionnels chinois (灶), avec et sans cheminée.
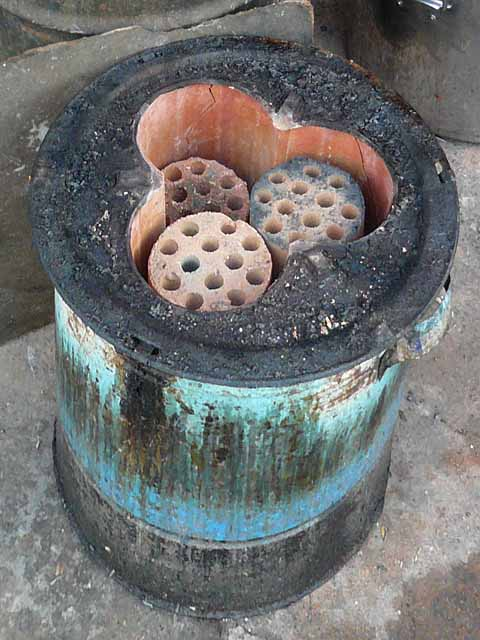
Poêle wok d'extérieur à charbon.
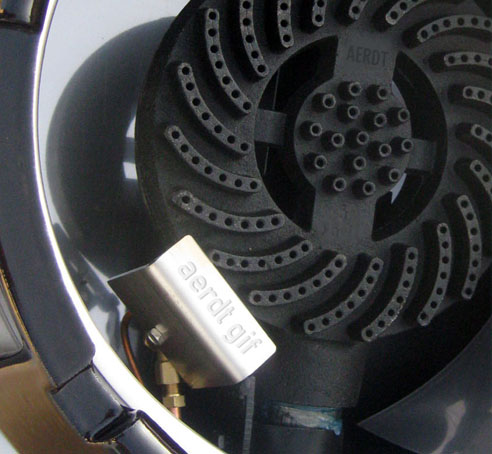
Tête de brûleur de grande puissance à gaz naturel sur cuisinière à gaz pour woks.
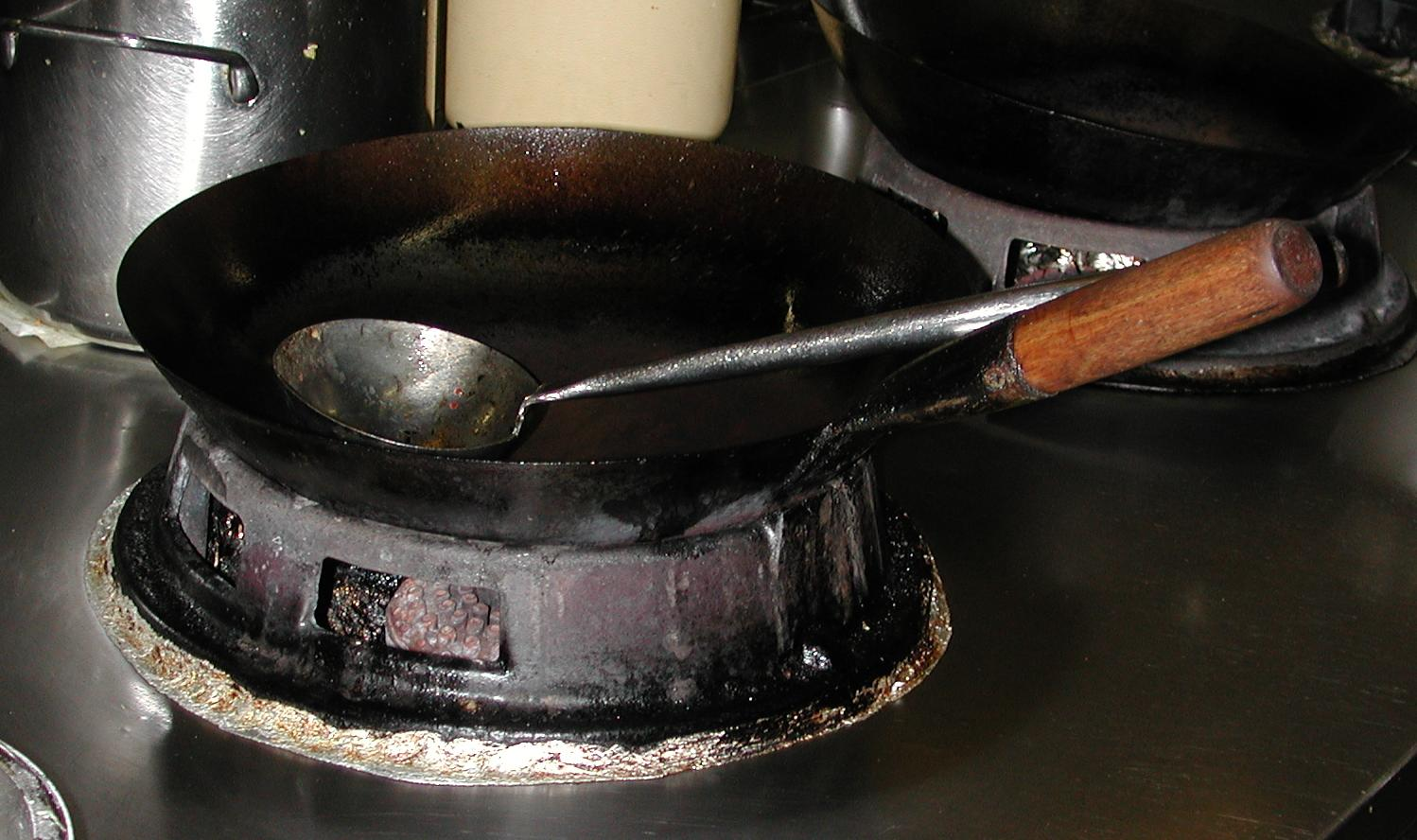
Wok en acier au carbone sur un poêle wok chinois.
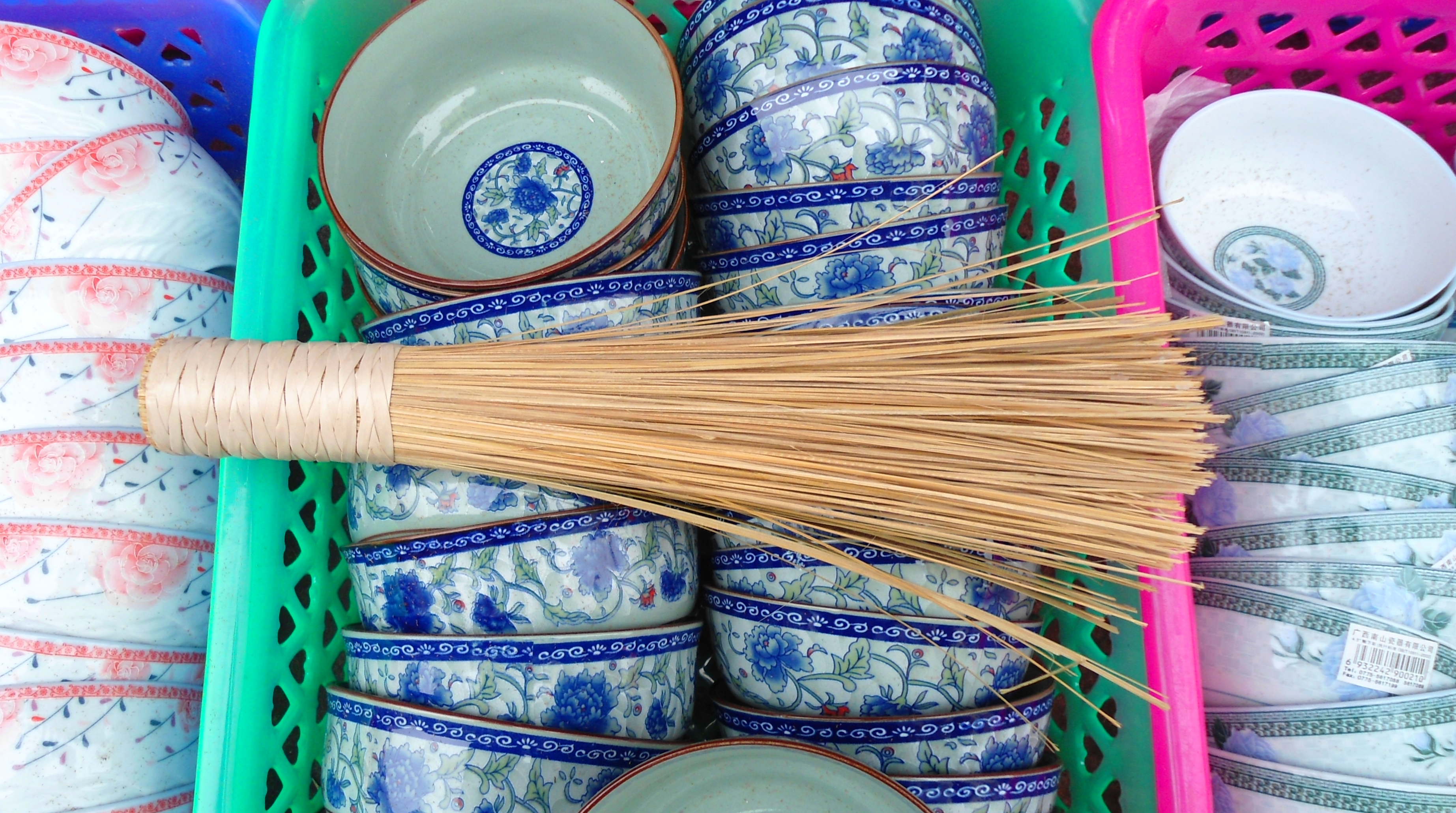
Brosse de nettoyage en bambou pour wok.
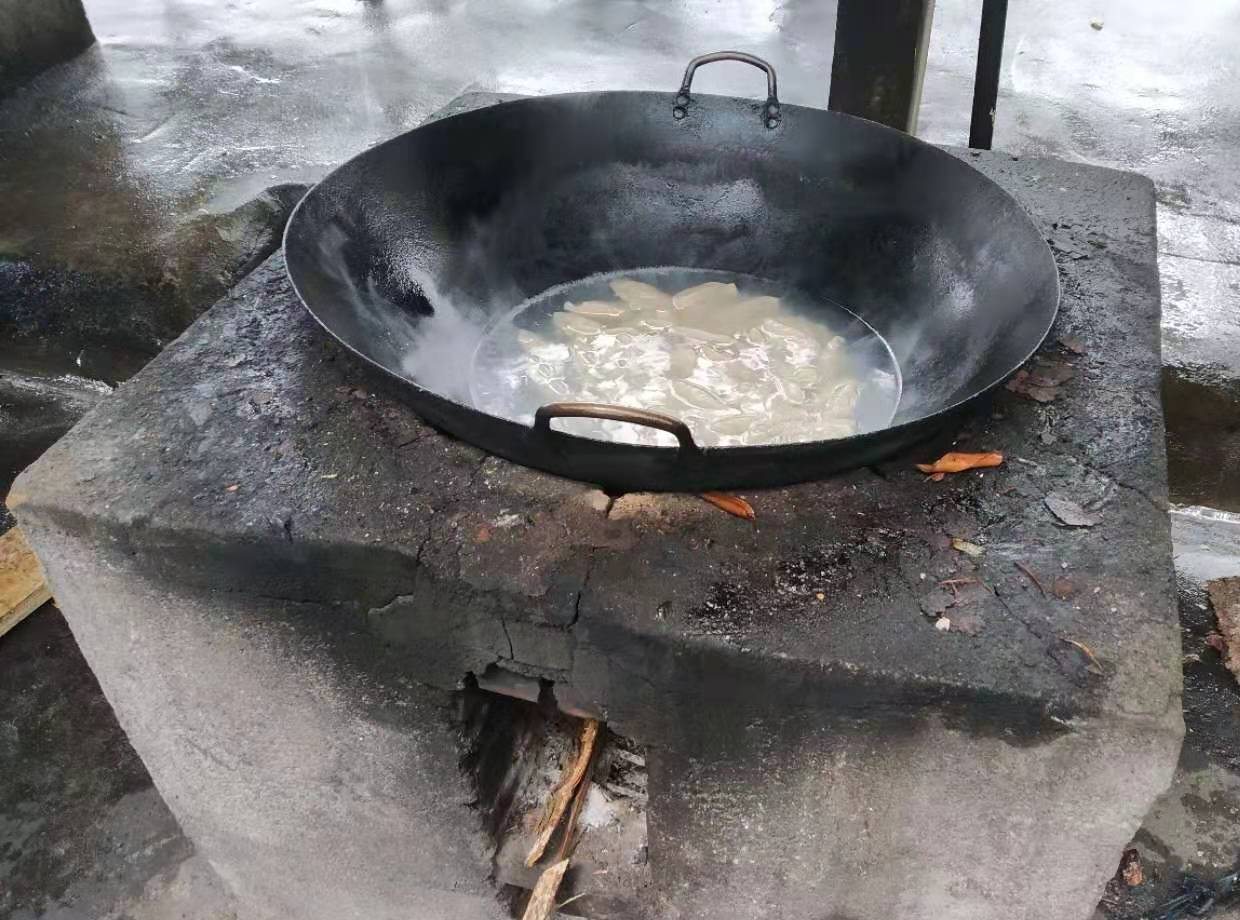
Un wok sur un poêle à bois extérieur.